# Sibagindar
Sibagindar is een bestuurslaag in het regentschap Pakpak Bharat van de provincie Noord-Sumatra, Indonesië. Sibagindar telt 425 inwoners (volkstelling 2010).